# Menno Hertzbergerprijs
De Menno Hertzbergerprijs is een Nederlandse prijs die sinds 1963 wordt uitgereikt aan personen die van betekenis zijn op het gebied van de boekgeschiedenis en de beoefening van de bibliografie.

## Geschiedenis
De prijs werd ingesteld door en bij gelegenheid van de 65e verjaardag van de Nederlandse antiquaar Menno Hertzberger. De prijs wordt om de drie tot vier jaar toegekend en werd voor het eerst uitgereikt in 1965 aan mej. dr. I.H. van Eeghen. In de eerste jury hadden onder anderen Hertzberger en prof. mr. Adriaan Pitlo zitting. De toekenning vindt plaats onder auspiciën van de Nederlandsche Vereeniging van Antiquaren.
Sinds 2002 bestaat er ook een aanmoedigingsprijs.

### Prijswinnaars
- 1965 - mej. dr. I.H. van Eeghen, adjunct-archivaris van Amsterdam voor haar reeks De Amsterdamse boekhandel, 1680-1725
- 1968 - het echtpaar prof. dr. Wytze Gs. Hellinga voor hun tweedelig werk over de Nederlandse incunabelkunde
- 1972 - prof. dr. ir. C. Koeman voor zijn Atlantes Neerlandici
- 1975 - dr. Leon Voet voor zijn boek The Golden Compasses
- 1978 - Paul Valkema Blouw voor zijn Bibliografie der Nederlandse drukken 1541-1600
- 1981 - dr. P.J. Buijnsters voor zijn Bibliografie der geschriften van en over Betje Wolff en Aagje Deken
- 1985 - dr. Frans A. Janssen voor zijn boek Zetten en drukken in de achttiende eeuw (1985)
- 1991 - prof. dr. B. van Selm voor zijn boek Een menighte treffelijcke boecken. Nederlandse boekhandelscatalogi in het begin van de zeventiende eeuw
- 1994 - mej. D. de Hoop Scheffer en C.H. Schuckman voor het Hollsteinproject
- 1996 - Bob de Graaf Bierbrauwer voor zijn verdiensten als uitgever, antiquaar en bestuurder in de wereld van boek en bibliografie
- 1999 - Bureau STCN van de Nederlandse Koninklijke Bibliotheek voor het werk aan de Short-Title Catalogue, Netherlands, de Nederlandse Bibliografie tot 1800
- 2002 - het echtpaar P.J. Buijnsters en Leontine Buijnsters-Smets voor hun boek Lust en leering
- 2005 - uitgeverij De Buitenkant
- 2009 - Rietje van Vliet voor haar werk Elie Luzac (1721-1796). Boekverkoper van de Verlichting
- 2012 - drs. A.R.A. Croiset van Uchelen, adjunct-bibliothecaris van de Universiteit van Amsterdam, van 1971-2011 redacteur van Quærendo, a journal from the Low Countries devoted to manuscripts and printed books
- 2015 - dr. C.H.C.M. (Ina) Kok, conservator van de Athenaeumbibliotheek in Deventer voor haar werk Woodcuts in Incunabula Printed in the Low Countries
- 2019 - Günter Schilder voor zijn gehele oeuvre, in het bijzonder Early Dutch maritime cartography
- 2023 - Andrew Pettegree voor zijn werk in het algemeen en speciaal voor zijn bijdrage aan de geschiedenis van het vroegmoderne Nederlandse boekbedrijf.

### Prijswinnaars aanmoedigingsprijs
- 2002 - Jeroen Salman voor zijn boek Populair drukwerk in de gouden eeuw
- 2005 - dr. Matthĳs van Otegem voor zijn boek A bibliography of the works of Descartes (1637-1704)
- 2009 - dr. Marco van Egmond voor zijn studie Covens & Mortier. Productie, organisatie en ontwikkeling van een commercieel-kartografisch uitgevershuis in Amsterdam (1685-1866)
- 2012 - Nick ter Wal voor zijn weblog over boeken (Artistiek Bureau)
- 2015 - Stijn van Rossem voor zijn proefschrift Het gevecht met de boeken. De uitgeversstrategieën van de familie Verdussen
- 2019 - Arthur der Weduwen voor zijn boek Dutch and Flemish newspapers of the seventeenth century, 1618-1700
- 2023 - Gwendoline de Mûelenaere voor haar boek Early Modern Thesis Prints in the Southern Netherlands. An Iconological Analysis of the Relationships Between Art, Science and Power